# 世界総極真
世界総極真（せかいそうきょくしん、英語: World So-Kyokushin）は、日本のフルコンタクト空手団体。極真会派の主流団体の一つ。団体名称は一般社団法人 国際空手道連盟 極真会館 世界総極真（こくさいからてどうれんめい きょくしんかいかん せかいそうきょくしん、International KARATE Organization KYOKUSHIN KAIKAN WORLD SO-KYOKUSHIN）。

## 設立趣旨
極真会館の創始者・大山倍達が創り上げた極真空手を、正しく継承、伝承し、普及発展させていく事を指針とする（詳しくはこちらを参照）。 

## 概要
2012年11月に全日本極真連合会を退会した、長谷川一幸と大石代悟によって設立。代表に長谷川一幸、副代表に大石代悟が就任。
2016年10月にグランシップ静岡（大ホール）において、「第1回 総極真 世界空手道選手権大会」（The 1st So-Kyokuishin World Karate Championship Tournament）が開催された。
2016年11月24日、東京地方裁判所において、有限会社マス大山エンタープライズと極真会館関連の標章使用をめぐり争われていたが、世界総極真の主張を認める勝訴判決が下された。
2019年2月、長谷川一幸が世界総極真を退会し、国際空手道連盟 極真会館 世界全極真を独自に設立。

## 役員
- 代表・大石代悟（範士）

## 師範一覧
- 海野孝（静岡県）
- 奥田勝巳（千葉県）
- 田原幸彦（静岡県）
- 門馬智幸（福島県）
- 高橋幸男（北海道）
- 釘嶋秀三（神奈川県）
- 田原幸彦（静岡県）
- 西岡成則（兵庫県）
- 橘直人（静岡県）
- 今城真治（福井県）
- 松田鉄男（静岡県）
- 尾高光俊（静岡県）
- 空田仁則（沖縄県）

## 主な開催大会
- 全日本・地区・交流大会
- 総極真世界空手道選手権大会